# Мис Републике Српске
Мис Републике Српске је титула коју осваја званично најљепша дјевојка Републике Српске, односно најбоље пласирана такмичарка у Избору за мис Републике Српске.

## Учеснице и правила
Избор за мис Републике Српске се одржава једном годишње и укључује најбоље пласиране кандидаткиње са регионалних избора (Мис Крајине, Мис Посавине, Мис Мајевице, Мис Романије, Мис Херцеговине) за мис на територији Републике Српске.
Учествује 31 кандидаткиња од 16 до 24 године старости. Поред избора за најљепшу дјевојку Републике Српске, на овом такмичењу бирају се и Мис шарма и Мис фотогеничности Републике Српске. Дванаест првопласираних такмичарки Избора за мис Републике Српске учествују на Избору за мис БиХ, а побједница одлази на Избор за Мис свијета.

## Историјат
Први избор за мис Републике Српске је одржан 1993. године у Бањој Луци. Побједница је била Јасмина Грујић. Избор 2009. одржан је 3. маја 2009. у Лакташима, када је побиједила Драгана Крајишниковић. Избор 2010. је одржан 29. маја 2010. године у Зворнику, а побједница је била Снежана Пророк. Сљедећи је одржан 15. маја 2011. године у Банском двору у Бањој Луци, када је побиједила Гордана Ђокић из Бијељине. Такмичење за Мис Српске 2012. одржано је 20. маја 2012. у салону „Москва” етно-села Станишићи, а побједница је Јована Граховац из Мркоњић Града.

## Побједнице

### Мис Републике Српскe
| Година | Победницa             | Град             |
| ------ | --------------------- | ---------------- |
| 2017   | Ивона Вучковић        | Билећа           |
| 2015   | Јована Стевановић     | Бијељина         |
| 2014   | Исидора Боровчанин    | Пале             |
| 2013   | Љиљана Круљ           | Добој            |
| 2012   | Јована Граховац       | Мркоњић Град     |
| 2011   | Гордана Ђокић         | Бијељина         |
| 2010   | Снежана Пророк        | Источно Сарајево |
| 2009   | Драгана Крајишниковић | Бијељина         |
| 2008   | Санела Копрена        | Бања Лука        |
| 2007   | Ивана Милисавић       | Кнежево          |
| 2006   | Славица Цвијетић      | Добој            |
| 2005   |                       |                  |
| 2004   |                       |                  |
| 2003   |                       |                  |
| 2002   | Драгана Шојић         | Бања Лука        |
| 2001   | Ана Мирјана Рачановић | Бијељина         |